# アンセム-2002 FIFA World Cup 公式アンセム
『アンセム〜2002 FIFA World Cup 公式アンセム（Anthem - 2002 FIFA World Cup TM Official Anthem）』は「2002 FIFAワールドカップ」の公式アンセムを収録したマキシシングル。本項では各バージョンを全て記述する。

## オリジナル盤

### 概要
2002年3月27日にソニー・ミュージックジャパンインターナショナルから規格品番：SICP-102でリリース。 
作曲はヴァンゲリスによる書き下ろし。本大会に限り採用されたアンセム。本来のFIFAアンセムについてはこちらを参照。同大会の関連テレビ番組等で頻繁にオンエアされ、2002年7月第1週/第2週の日本のオリコンシングルチャートで5位まで上昇、登場回数は20週に上った。

### 収録曲
1. アンセム～2002 FIFA ワールドカップ™公式アンセム（オーケストラ・バージョン）（4:32）
  - 作曲・編曲・シンセサイザー：ヴァンゲリス
  - オーケストラ：ブレイク・ニーリー指揮／ロンドン・メトロポリタン・オーケストラ
  - 打楽器=鼓童（和太鼓）／金徳洙（サムルノリ）
2. アンセム～2002 FIFA ワールドカップ™公式アンセム（シンセ・バージョン）（3:31）
  - 作曲・編曲：シンセサイザー演奏=ヴァンゲリス
  - 打楽器=鼓童（和太鼓） / 金徳洙（サムルノリ）

### 補足事項
上記の公式盤に先駆けて日本の関連業界に配布されたサンプル盤マキシシングル（ソニー・ミュージックジャパンインターナショナル貸与品：EDCI-80014）には、公式盤とは編曲の異なる・音色の少ない・プロモ・シンセサイザー・バージョン（3:31）が収録されている。2001年12月中旬頃から公式盤マキシシングルの発売される2002年3月27日に至るまでの間（一部テレビ局においては公式盤発売後も）、テレビ番組のスポーツコーナー等でシンセ・バージョンが流れる際は専らこのプロモ・シンセサイザーバージョン（又はこれよりも前に配布されたデモ・バージョン）が使用された。このサンプル盤には、上記収録のフルオーケストラ・バージョンに関してライナーノーツに「制作中」との表記があるだけで、収録はされていない。

## takkyu ishino remix盤

### 解説
石野卓球によるリミックスが施されたマキシシングルは2002年4月24日にキューンレコードから規格品番：KSCP-924で発売。
2曲目収録のフル・バージョンが公式アルバム『2002 FIFA World Cup Official Album〜Songs of KOREA/JAPAN〜』に収録された。
同年5月30日にはDJ用途に45回転LP（SYUM 0225）もファイルレコードから発売された。

## 収録曲
1. ANTHEM takkyu ishino remix（radio edit）（3:36）
  - 作曲・電子キーボード演奏：ヴァンゲリス
  - リミックス：石野卓球
  - リミックス・エンジニア：石野卓球 + Takashi Watanabe
2. ANTHEM takkyu ishino remix（5:14）
  - 作曲・電子キーボード演奏：ヴァンゲリス
  - リミックス：石野卓球
  - リミックス・エンジニア：石野卓球 + Takashi Watanabe

## 他のバージョン
JS16 Remix バージョン
- JS16によるリミックス・バージョン。
- 日本国内盤では公式アルバムにラジオ用エディット（3:44）のみ収録され、マキシシングルとしての発売はされなかった。欧州盤ではアルバムのほかマキシシングルにもJS16ラジオ用エディットが収録された。フルエディットとなるClub Mix（5:36）は、欧州の見本盤45回転LP（SAS 55952）にのみ収録され、一般発売はされなかった。
- 試合中のハーフタイム、ビジョンに過去の名場面とともにスタジアムのBGMとして流されたのはこのバージョンであった。